# Cis seriatopilosus
El Cis seriatopilosus es una especie de coleóptero de la familia Ciidae.

## Distribución geográfica
Habita en Japón y en el este de Siberia.